# Commission militaire interalliée de contrôle
La Commission militaire interalliée de contrôle (CMIC) est un des trois organes de contrôle des puissances victorieuses de la Première Guerre mondiale, chargée de contrôler l'observation des clauses du traité de Versailles par l'Allemagne. Elle est instituée dès fin 1919. 
Pour travailler avec la CMIC, l'Allemagne met en place la Heeresfriedenskommission ou commission de l'armée du temps de paix qui est organisée de manière similaire à la CMIC. Le contrôle militaire est complété par la Commission navale interalliée de contrôle pour la marine et par la Commission interalliée de contrôle aérien pour l'aviation.

## Cadre
Le cadre du travail de la commission repose sur les articles 203 à 211 du Traité. La durée de son activité est fixée par l'article 203 et reprécisé dans l'article 10. Pratiquement, ce dernier fixe une durée illimitée au contrôle.

## Direction
Le président de la commission est le général Charles Nollet. Lorsque Nollet est nommé ministre de la Guerre en 1924, le général Camille Walch (de) lui succède et reste en fonction jusqu'au 31 janvier 1927. Richard von Pawelsz représente l'Allemagne en tant que commissaire du Reich (Reichskommissar).

## Organisation et missions
La CMIC comporte trois sous-commission :
- la sous-commission pour les munitions, l'armement et le matériel à Berlin. Celle-ci contrôle l'exécution des clauses des articles 164-172, 180, 195§1 et 196 §2 et 3 du Traité. Sa direction revient à un général britannique;
- la sous-commission pour les forces, le recrutement et l'instruction militaire à Berlin, dirigée par un général français. Elle surveille l'application des articles 159 à 163 et 173 à 178;
- la sous-commission des fortifications, divisée en deux sections: fortifications qui doivent être conservées et fortifications à démanteler. La première siège également à Berlin, la deuxième à Kiel et Mayence. Elle contrôlait l'application des articles 180, 195 §1 et 196 §2 et 3[3].

Les principaux responsables de la commission sont la France et la Belgique, représenté par le général Robert de Wilde, qui, aux côtés du Royaume-Uni, ont la plus grande part des contrôles. Le Japon (sous la direction de Furuya Kiyoshi (de)) et l'Italie sont également représentés. Les États-Unis ne participent pas au contrôle dans la mesure où ils n'ont pas ratifié le Traité de Versailles.
Le contrôle de celui-ci et plus précisément des clauses militaires (par exemple la réduction de la Reichswehr à 100 000 hommes) et de désarmement incombent à la CMIC. Cela inclut entre autres le démantèlement des fortifications de la vallée du Rhin (forteresses de Cologne, Coblence, Mayence, Gemersheim, Rastatt, Kehl), qui sont surveillés par la sous-commission fortifications. En plus, elle réalise des inspections des installations militaires allemandes et en rend compte aux gouvernements alliés. Le coût des contrôles revient au gouvernement allemand.

## Fin des activités
À la suite de l'accord de Paris du 31 janvier 1927 (Accord sur les fortifications allemandes) en complément du Traité de Versailles, la CMIC interrompt ses travaux le 1er février 1927, le contrôle du désarmement de l'Allemagne revenant à la Société des Nations dont l'Allemagne est devenue membre depuis le Traité de Locarno. 
Outre les activités qui restent ignorées du public comme l'organisation de la Reichswehr ou la réduction de la police, la réussite de la commission se mesure avec quelques chiffres. Pendant son action, la CMIC a conduit 33 381 contrôles soit environ 28 par jour. « Sous sa supervision furent détruits environ 6 millions de fusils et carabines, 105 000 mitrailleuses, 28 470 Minenwerfer, 54 887 canons, 38 750 000 obus, 490 millions de cartouches, ainsi qu'entre autres choses 14 014 avions, 27 757 moteurs d'avion, 31 trains blindés, 59 tanks » . La destruction du matériel de guerre est effectué par les Allemands sous la surveillance des officiers contrôleurs alliés. Toutes les fortifications le long du Rhin sont pour l'essentiel détruites. 
Le rapport final en 34 volumes de la CMIC est conservé par la SDN à Genève.